# Kärnten Golf Open
Het Kärnten Golf Open presented by the Marcus Brier Foundation is een toernooi van de Europese Challenge Tour.
Het toernooi werd de eerste vier edities gespeeld op Golf Club Klagenfurt-Seltenheim in Klagenfurt, een baan die in Amerikaanse stijl is ontworpen door Perry Dye, wiens vader Pete Dye het principe van target-golf in zijn ontwerpen verwerkte. Deze baan heeft dus ook een eiland-green.
De eerste editie vond plaats in 2009 en werd met een score van -20 gewonnen door de Duitser Christoph Günther. 

De tweede editie werd gewonnen door de Oostenrijker Martin Wiegele, die net als in 2009 tijdens de laatste ronde een hole-in-one op hole 8 maakte. Floris de Vries en Matthew Zions misten hun putt op de 18de green om in de play-off te komen en eindigden op de 2de plaats samen met Daniel Denison.

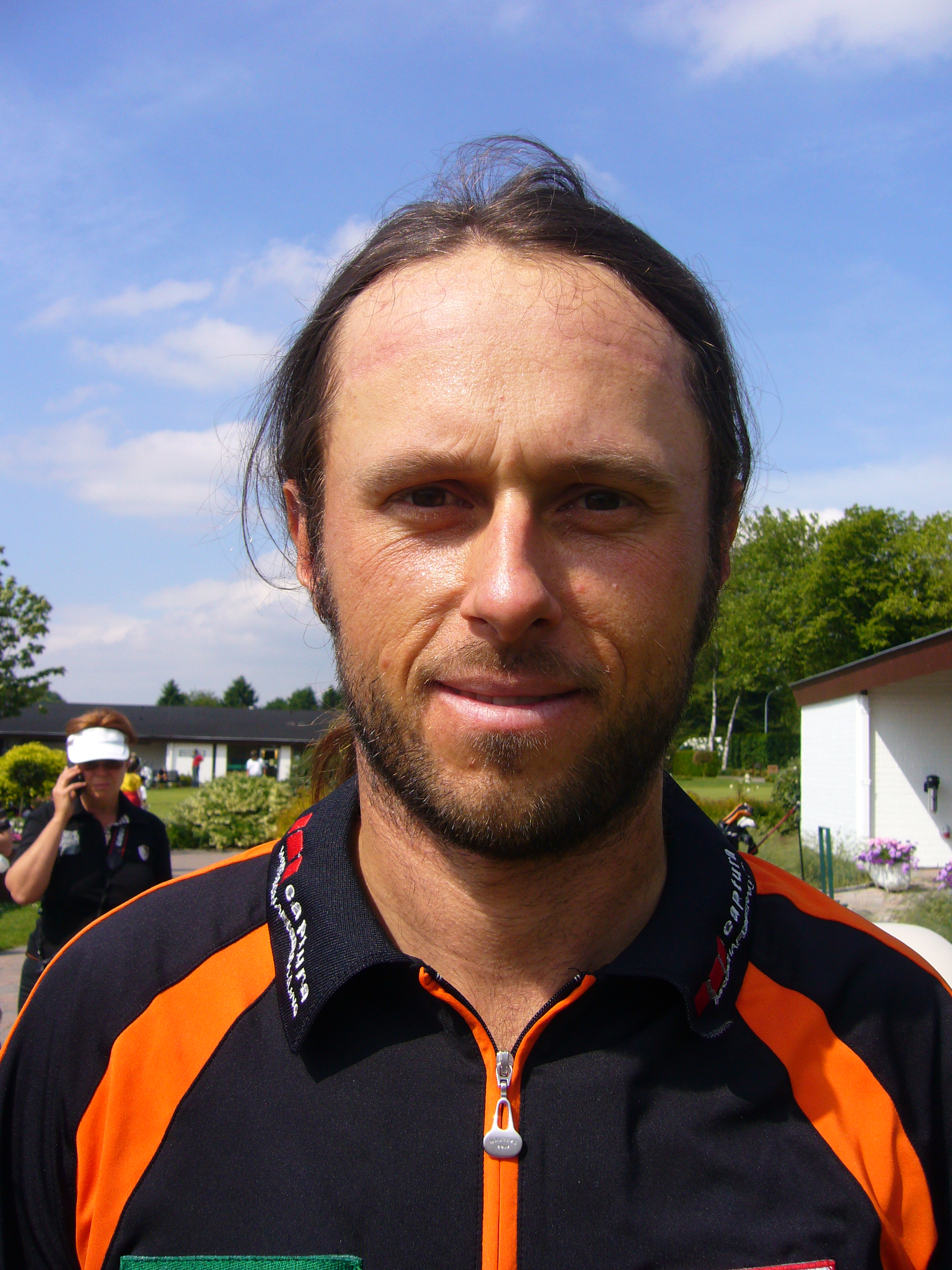
Martin Wiegele, winnaar 2010

| Jaar                                                   | Baan                                                   | Winnaar                                                | Score                                                  | Score                                                  |
| Kärnten Golf Open presented by Markus Brier Foundation | Kärnten Golf Open presented by Markus Brier Foundation | Kärnten Golf Open presented by Markus Brier Foundation | Kärnten Golf Open presented by Markus Brier Foundation | Kärnten Golf Open presented by Markus Brier Foundation |
| ------------------------------------------------------ | ------------------------------------------------------ | ------------------------------------------------------ | ------------------------------------------------------ | ------------------------------------------------------ |
| 2009                                                   | Golf Club Klagenfurt-Seltenheim                        | Christoph Günther                                      | 268                                                    | -20                                                    |
| 2010                                                   | Golf Club Klagenfurt-Seltenheim                        | Martin Wiegele                                         | 275                                                    | -13                                                    |
| Kärnten Golf Open presented by Mazda                   |                                                        |                                                        |                                                        |                                                        |
| 2011                                                   | Golf Club Klagenfurt-Seltenheim                        | Edouard Dubois                                         | 265                                                    | -23                                                    |
| 2012                                                   | Golf Club Klagenfurt-Seltenheim                        | Gary Stal                                              | 268                                                    | -20                                                    |
| 2013                                                   | Jacques Leman Golfclub                                 | Dylan Frittelli                                        | 267                                                    | -17                                                    |
| 2014                                                   | Golfclub Schloss Finkenstein                           | 22-25 mei                                              |                                                        |                                                        |